# Panes
Panes es una villa y una parroquia del concejo de Peñamellera Baja, en la comarca de Oriente, Principado de Asturias, España.
La villa de Panes, es la capital del concejo y está situada a una altitud media de 50 metros.
La parroquia cuenta con una superficie de 15,33 km², en los que residen 583 habitantes según el INE de 2021, por lo que es la más poblada del concejo. Limita con todas las parroquias de Peñamellera Baja que la bordean excepto al sur que lo hace con el municipio de Peñarrubia en la vecina Comunidad Autónoma de Cantabria.

## Lugares
Según el nomenclátor de 2022, la parroquia de Panes está formada por las poblaciones de:
- Cimiano (aldea): 45 habitantes
- Colosía (aldea): 18 habitantes
- Panes (villa): 471 habitantes
- Suarías (aldea): 51 habitantes
- Hontamió (Ḥuntamió, lugar): 1 habitante

## Historia
De la época prehistórica son de destacar los descubrimientos encontrados en el mismo pueblo. En Panes se encuentra también la iglesia de San Vicente en Panes, edificio románico que fue destruido en 1936 y cuyos restos se pueden observar en la actual iglesia parroquial. A la salida, se encuentra también la iglesia de San Juan de Ciliergo con restos románicos en la cabecera y capillas laterales góticas. Además tenemos el palacio de San Román, que data del siglo XVII también de la Casa de Mier, y el cual estaba formado por la casona de planta rectangular de dos pisos y altillo, y una capilla exenta de nave única.

## Sectores
El sector terciario de servicios del municipio está radicado casi en su totalidad en Panes, generando un total del 37,08 % de los empleos. Panes posee una buena cantidad de servicios, estando bastante bien cubiertas sus necesidades.

## Turismo
En los últimos años han crecido en Panes las actividades rurales, el turismo rural y el turismo activo. Hay empresas de alquiler de canoas, para realizar puenting, descenso de barrancos, quads y otros deportes de aventura.

## Gastronomía
También en Panes, se elabora el Queso Monje, por la quesería de Manuel Monje Torre.

## Fiestas
- Cabe reseñar la fiesta de San Isidro Labrador el 15 de mayo. Desde hace décadas, y dada la conexión de Panes con la ganadería y la agricultura, tiene lugar esta singular celebración, centrada principalmente en una Feria de Ganado entre otras actividades.

- Sin embargo, las principales fiestas tienen lugar en los días 16 y 17 de agosto, día del Patrón de Panes, San Roque, en donde las jóvenes del pueblo veneran al "Santu", tocando el "Ramu" (folclore típico asturiano, con ofrenda de panes y flores, en donde se canta tocando la pandereta al ritmo del paso que marca un tambor).

- El 17 de agosto se denomina el día del Perru, por el perro de San Roque; menos institucionalizado y en donde se llevan a cabo buenas verbenas con distintas orquestas, como en el día previo.

- En septiembre, el Patrón del todo el Valle de Peñamellera, es honrado en la festividad de San Cipriano, generalmente el tercer fin de semana del mes, repitiéndose actos de Feria de Ganado y demás.

- Como nota pintoresca y gastronómica, en buena tierra de queso, no puede faltar el Certamen del Queso, que se celebra el último fin de semana de julio, en donde se puede disfrutar de comida y sidra.